# خوابیدن با دشمن
خوابیدن با دشمن (به انگلیسی: Sleeping with the Enemy) فیلمی محصول سال ۱۹۹۱ و به کارگردانی هربرت راس است. در این فیلم بازیگرانی همچون جولیا رابرتس، پاتریک برگین، کوین اندرسون و الیزابت لارنس ایفای نقش کرده‌اند.